# Chiến dịch Manchester
Chiến dịch Manchester là cuộc hành quân nhằm đảm bảo an ninh địa phương trong chiến tranh Việt Nam do Lữ đoàn 199 Bộ binh quân đội Mỹ tiến hành tại quận Tân Uyên, tỉnh Bình Dương, Việt Nam Cộng hòa từ ngày 4 tháng 12 năm 1967 đến ngày 17 tháng 2 năm 1968.

## Bối cảnh
Mặt trận Dân tộc Giải phóng miền Nam Việt Nam (MTDTGPMNVN) vận hành cả một mạng lưới tiếp tế gồm đường bộ và đường mòn bò song song với sông Đồng Nai qua phía tây quận Tân Uyên nối Chiến khu Đ với phía nam tỉnh Bình Dương. Tuyến tiếp tế này do Trung đoàn Đồng Nai bảo vệ. Từ ngày 22 đến ngày 25 tháng 11, Trung đoàn Đồng Nai đã tấn công Trung đoàn 48, Sư đoàn 18 Bộ binh Quân lực Việt Nam Cộng hòa (QLVNCH), khiến hàng chục binh sĩ thiệt mạng.:102
Chuẩn tướng Robert C. Forbes dự tính điều động Tiểu đoàn 4, Trung đoàn 12 Bộ binh ngăn chặn tuyến tiếp tế và cho phép Trung đoàn 48 QLVNCH mở rộng an ninh trên các thôn xóm đông dân dọc theo bờ sông Đồng Nai.

## Diễn biến
Ngày 4 tháng 12, Trung đoàn 4/12 Bộ binh dưới sự chỉ huy của Trung tá William S. Schroeder, bắt đầu đổ bộ cách thị trấn Tân Uyên vài km về phía bắc. Đơn vị đó cùng với Đại đội C, Tiểu đoàn 2, Trung đoàn 40 Pháo binh quân Mỹ bắt đầu xây dựng Căn cứ hỏa lực Nashua(11°08′35″B 106°49′12″Đ / 11,143°B 106,82°Đ).:354
Sáng sớm ngày 6 tháng 12, Quân Giải phóng đã dùng súng cối pháo kích vào Căn cứ hỏa lực Nashua, giết chết hoặc làm bị thương một số người Mỹ. Vào lúc bình minh, hai trung đội từ Đại đội A, Trung đoàn 4/12 Bộ binh và một đội chó nghiệp vụ truy lùng Quân Giải phóng ở phía đông nam căn cứ hỏa lực này. Chiều hôm đó, khi toán quân Mỹ đang di chuyển qua một khu vực có nhiều cây cối rậm rạp, họ đã bị Tiểu đoàn D800 thuộc Trung đoàn Đồng Nai phục kích trong các lô cốt được ngụy trang, với hơn 12 lính Mỹ thiệt mạng hoặc bị thương trong đợt hỏa lực ban đầu. Schroeder bèn hạ lệnh cho Đại đội C tới yểm trợ, cùng với xe M113 từ Phân đội D, Trung đoàn 17 Kỵ binh và tung lực lượng dự bị Lữ đoàn, Tiểu đoàn 3, Trung đoàn 7 Bộ binh, được không vận từ Tổng kho Long Bình. Toán quân tăng viện này đủ khả năng giải cứu Đại đội A vào lúc chạng vạng, dù phải gánh chịu tổn thất lên tới 25 người và 82 người bị thương và 2 chiếc M113 bị hư hại do trúng mìn. 67 thi thể Quân Giải phóng được tìm thấy.:104–5
Sau cuộc giao tranh này, Forbes bèn tăng cường các đơn vị dưới quyền mình, điều động Trung đoàn 3/7 Bộ binh tiến vào phía đông quận Tân Uyên, lập nên Căn cứ hỏa lực Keane tại đây (11°09′58″B 106°52′05″Đ / 11,166°B 106,868°Đ).:272 Một khẩu đội pháo tự hành M55 thuộc Tiểu đoàn 2, Trung đoàn 35 Pháo binh được triển khai đến Căn cứ hỏa lực Nashua. Forbes còn được trao quyền chỉ huy Đại đội F, Trung đoàn 51 Bộ binh, một đơn vị tuần tra trinh sát tầm xa vừa mới điều động.:105
Ngày 19 tháng 12, một nhóm lính thuộc Đại đội F, Trung đoàn 51 Bộ binh đã quan sát thấy Quân Giải phóng trong khi tuần tra rìa phía nam Chiến khu Đ. Một đại đội từ Trung đoàn 4/12 Bộ binh được trực thăng vận vào tận nơi giao chiến với Quân Giải phóng với sự yểm trợ của trực thăng chiến đấu từ Trung đoàn 3/17 Kỵ binh. Quân Giải phóng bèn rút lui vào Chiến khu Đ với 49 người thiệt mạng trong khi phía Mỹ có bảy người lính tử trận.:105–6
Ngày 27 tháng 12, Trung đoàn Bộ binh 4/12 giao chiến với một đơn vị Quân Giải phóng cỡ đại đội ở phía đông nam Căn cứ hỏa lực Nashua, khiến đối phương tổn thất 30 người trong khi phía Mỹ mất ba người lính.:106

## Hậu quả
Chiến dịch kết thúc vào ngày 17 tháng 2 năm 1968. Quân Giải phóng tổn thất 456 người, trong khi phía Mỹ thiệt hại 37 người. Chiến dịch này được coi là thành công vì quân đội Mỹ đã đẩy MTDTGPMNVN ra khỏi thị trấn Tân Uyên và các thôn xóm trên sông Đồng Nai và ngăn chặn các cuộc pháo kích nhằm vào Long Bình.:106